# 더 씨드
더 씨드(The Seed)는 영국에서 제작된 샘 워커 감독의 2021년 영화이다. 이 영화는 미국에서 비욘트 페스를 통해 초연되었으며 그 후 셔더(Shudder)에 오리지널 영화 중 하나로서 개봉됐다.

## 줄거리
데드리, 샬럿, 히더 세 친구는 히더의 아버지가 소유한 호화로운 집에 머물면서 유성우를 실시간으로 생방송하기 위해 모하비 사막으로 여행했다. 데드리는 이 이벤트를 사용하여 소셜 미디어 인플루언서로서의 입지를 더욱 높이고 싶었기 때문에 휴대폰이 작동을 멈췄을 때 좌절한다. 유성이 땅에 떨어졌고 여성들은 그것을 회수했지만 그것이 이상한 생물이라는 것을 알게되었다. 다음날 그 생물은 털갈이하는 것처럼 보이며 바위 같은 외관을 벗는다. 그 생물에 불안한 여성들은 젊은 정원사 인 브렛에게 그것을 제거하도록 시도하지만 그는 그렇게 하지 못하고 생물이 아직 살아 있기 때문에 재산을 떠난다. 여성들은 그들이 그 생물을 죽여야 하는지에 대해 논쟁하고 결국 당분간 그렇게 하는 것에 동의하지 않는다.
그날 밤, 그 생물은 너무 크게 울어서 샬롯이 그것을 안으로 데려왔고, 헤더는 크게 화를 냈다. 여성들은 샬럿와 히더가 마을로 가서 그것을 가져갈 사람을 찾아야 한다고 결정할 때까지 다시 논쟁을 벌이다. 그들이 떠나는 동안 생물은 데드리에게 최면을 건다. 샬럿와 히더는 도움을 받기 위해 이웃 에드나(Edna)의 집으로 간다. 대신 그들은 유성우에 대한 충격적인 공책을 발견하면서 그녀의 집이 무인임을 발견한다. 그들은 집으로 돌아와 데드리가 이상하게 행동하는 것을 발견한다. 그날 밤, 그 생물은 얼룩으로 변하고 비슷하게 그녀에게 최면을 걸고 데드리와 히더를 모두 흡수한다.
다음날 아침, 샬롯은 친구들의 서로 다른 성격과 점점 더 위협적인 생물의 활동에 겁을 먹는다. 샬롯은 차를 찾아 집에서 도망치려는 희망을 품고 에드나의 집으로 돌아오지만 실패한다. 그녀는 일기를 재검토하여 에드나도 비슷한 생물에 대한 경험이 있음을 밝힌다. 당황한 샬롯은 밖으로 나가 에드나가 자살했다는 사실을 알게 된다. 그녀는 그 생물이 그녀에게 최면을 걸려고 시도했지만 실패한 집으로 돌아간다. 데드리와 히더의 몸은 배가 부풀어 오르면서 변화하기 시작하고 그 후 이상한 검은 액체를 토하기 시작한다. 샬럿는 약간의 어려움으로 생물을 죽이지 만 그녀의 친구들은 여전히 변화되어 있다. 그런 다음 그녀는 밖에서 친구들을 쫓아 헤더를 죽이다. 그녀가 데드리에게 똑같이하려고 할 때 카우보이가 도착하여 그녀를 쏘아 샬롯을 막는다. 그는 데드리에 의해 살해되고 데드리는 샬럿에 의해 끝난다. 그녀가 도망치려 할 때 샬롯이 공포에 질려 바라보면서 유성우가 시작된다.

## 출연
- 루시 마틴 - 데드리 역
- 첼시 에지 - 샬럿 역
- 소피 바바서 - 히더 역
- 제이미 위트브루드 - 브렛 역
- 앤소니 에드리지 - 카우보이 역
- 셜리 피사니 - 에드나 역